# الكرنة (الحديدة)

تعديل مصدري - تعديل

الكرنه هي إحدى قرى مديرية بيت الفقيه، التابعة لمحافظة الحديدة اليمنية، بلغ تعداد سكانها 1206 نسمة حسب الإحصاء الذي جرى عام 2004.